# Ерменгарда де Бомон
Ерменгарда де Бомон (1170  — 11 лютого 1234 , Шотландське королівство ) — королева Шотландії, дружина короля Шотландії Вільгельма I.

## Життя
Ерменгарда народилася близько 1170 року у родині віконта Річарда I де Бомон-о-Мен (пом. після 1199) і його дружини Люсі де л’Егль (пом. до 1177). Її бабуся по батьківській лінії була Мод (Матільда) Фіц-Рой, позашлюбна дочка короля Англії Генріха І.
5 вересня 1186 року Ерменгарда стала дружиною короля Шотландії Вільгельма I в королівській каплиці Вудстокського палацу поблизу Оксфорда. Церемонію провів архієпископ Кентерберійський Болдуїн Фордський. Шлюб був організований королем Англії Генріхом II, який на той час був визнаний правителем Шотландії: Вільгельм вважав, що її статус нижче його, але погодився після того, як Генріх запропонував оплатити весілля, землю за 100 мерків, виплатити жалування сорока лицарям, а також повернути втрачені ним замки, одним з яких був Едінбург.
Літописець Волтер Бовер охарактеризував Ерменгарду як «незвичайну жінку, наділену чарівним і дотепним красномовством». Хоча у Вільгельма було багато коханок до шлюбу, він ніколи не зраджував дружині після весілля.
Родичі Ерменгарди отримали вигоду з її статусу королеви. Вона головувала разом з єпископом Сент-Ендрюса на складних судових засіданнях. У 1207 році канонік поскаржився на те, що королівський капелан отримав єпископство в Глазго, підкупивши короля і королеву. Королеві Ерменгарді приписують посередництво при перегляді договору 1209 року, ймовірно, через недієздатність її чоловіка. Через хворобу Вільгельма вона прийняла на себе деякі з його обов'язків в останні роки перед його смертю, і є докази, що вона володіла значним впливом у державних справах. У 1212 році вона супроводжувала Вільгельма зі своїми дітьми до короля Англії Іоанна Безземельного, щоб забезпечити призначення їх сина Олександра спадкоємцем. Коли її чоловік помер в 1214 році, Ерменгарда від горя впала в апатію.
Як вдовуюча королева, Ерменгарда присвятила себе заснуванню цистерціанського абатства в Балмеріно в Файфе. Будівництво було завершено в 1229 році, і вона часто відвідувала його зі своїм сином Олександром. Вона довго жила в абатстві.
Ерменгарда померла 11 лютого 1233 року і була похована в заснованому нею монастирі.

## Діти
У Вільгельма I та Ерменгарди де Бомон було четверо дітей:
1. Маргарита (1193-1259), одружена з Х'юбертом де Бургом, 1-м графом Кента;
2. Ізабелла (1195-1253), одружена з Роджером Біго, 4-м графом Норфолка;
3. Олександр (1198-1249), який успадкував батькові і був королем Шотландії в 1214-1249;
4. Марджорі (1200-1244), одружена з Гілбертом Маршалом, 4-м графом Пембрука.